# 1947年の映画
1947年の映画（1947ねんのえいが）では、1947年（昭和22年）の映画分野の動向についてまとめる。
1946年の映画 - 1947年の映画 - 1948年の映画

## 出来事

### 世界
- 2月20日 - ソ連、初の長編立体映画『ロビンソン・クルーソー（英語版）』公開[1][2]。
- 4月11日 - 米国、チャップリンの『殺人狂時代』が公開されるが[3][4]、右翼による上映反対運動[1]や（親ソビエトであると誤解されていた）チャップリンに対し国外追放を求める声が上がる[5]。チャールズ・チャップリン#『殺人狂時代』と共産主義の告発も参照。
- 9月17日 - チャップリンは、英国ロンドンで開かれる『ライムライト』プレミア試写会のため、ニューヨークを出航[6]。9月19日、アメリカ司法長官がチャップリンの帰国禁止令を発表[7]。
- 10月20日 - 米国、下院非米活動委員会は第1回公聴会を開き、共産主義者の疑いのある映画人(ハリウッド・テン)を召喚するが、彼らは憲法修正第1条を根拠に答弁拒否[8][9][10]。そのため、ハリウッド・テンは議会侮辱罪で服役[8][11][12]。
- 11月25日 - 米国、アメリカ映画製作者協会（MPAA）と独立映画製作者協会、共産主義者とその同調者を映画業界から追放すると宣言（ウォルドーフ声明（英語版））[13][14][注 1]。ハリウッド・ブラックリスト#概要も参照。
- 11月30日 - 米国、映画監督エルンスト・ルビッチ死去[16][17]。
- 月日不詳
  - フランス、アメリカ映画の輸入増加に対し、監督、プロデューサーら映画防衛委員会結成[1]。

### 日本
- 1月
  - 1月4日 - 公職追放令改正[18]。財界・地方公職・言論界のほか、映画界の主要人物（菊池寛、白井信太郎、円谷英二ほか）も対象となりパニック状態になる[18]。
  - 1月7日 - 電力不足で東京・浅草興行場一斉休館[19]。
  - 1月15日 - 東京マンションで新憲法普及会と劇映画3社〔松竹・東宝・大映〕代表、第2回会談[19]。新憲法記念映画の企画決定[19]。
  - 1月16日 - 映画演劇協議会発足[19]。
  - 1月27日 - 大映、創立5周年記念日[19]。
- 2月
  - セントラル映画社（CMPE）、6大都市に１館ずつロードショー劇場設置を発表[16]。
  - 2月7日 - 映画演劇協議会完全雇用専門委員会、引揚映画人の未就職者を対象とする就職斡旋について総合的な連絡を図ることを決議[19]。
  - 2月8日 - フィルム危機打開のため日本映画社（日映）ではニュース映画の上映時間を短くすることでフィルム消費を削減[19][注 2]。
  - 2月23日 - 大映、東横映画と製作、配給契約締結[19]。
- 3月
  - 3月1日 - 映画製作者連合会が日本映画連合会（映連）に改称[20][21]。
  - 3月4日 - 映画入場料金、封切館（一番館）[22]10円、二番館[23]以下5円に値上げ（ともに税込み金額）[19]。
  - 3月8日 - 東宝、日映演脱退組を中心に、新東宝映画製作所創立[20][24][注 3]。東宝撮影所から478名移籍[20]。資本金の100万円は全額東宝が出資[21]。
  - 3月10日 - 東宝、渋沢秀雄・大沢善夫・植村泰二・川喜多長政が、改正公職追放令の適用必至の状況となり、取締役を辞任[18]。同じく経営担当者9人が辞任[18]。田辺加多丸社長就任[24][21]。
  - 3月13日 - 日本興行組合連合会（興連）結成[19][20]。
  - 3月24日 - 大映、永田雅一社長就任[19][24][注 4]。
  - 3月25日 - 東京・丸の内スバル座がアメリカ映画ロードショー館としてスタート[24][注 5]。木造ではあるが、定員890名の堂々とした映画館[25]。
- 4月
  - 4月1日 - 入場税が1円以上税率100パーセントになる[24][26][21]。
- 5月
  - セントラル映画社（CMPE）がアメリカ映画の東宝への配給をストップ[27]。
  - 5月3日 - 新憲法（日本国憲法）施行[28]。
  - 5月7日 - 東宝・第2組合と第3組合が合併し、全国映画演劇労働組合（全映演）結成[20][27]。
  - 5月13日 - 日活、セントラル映画社（CMPE）とアメリカ映画上映の契約更新[29][19]、直営館27館をアメリカ映画専門館に変更[29]。
  - 5月17日 - 日本映画技術協会（のちの日本映画テレビ技術協会）発足[18][27][30]。
- 6月
  - 6月13日 - 映画製作者連合会(映連)劇映画製作委員会を開催、映画最近の傾向と宣伝、時代劇映画の製作、貿易再開を検討[19]。
  - 6月19日 - 警視庁、興行場の取締り強化[19]。
  - 6月25日 - 全日本映写技術者連合会結成大会開催[19]。
  - 6月27日 - 言論報道関係の〔公職〕追放規準が発表され、映画・演劇関係は19社に適用される[27][19][注 6]。
- 7月
  - 7月8日 - アメリカ映画文化協会創立発会式[19]。
  - 7月31日 - 大阪・OS劇場新築オープン[31]。
- 8月
  - 英国映画協会設立[18]。
  - 8月2日 - 内務省未検閲映画所有者は所轄署に届出るよう全国知事宛に通達[19]。
  - 8月18日 - 電力事情の悪化のため、興行所は週3日休電となる[24][31]。ただし休電日も午後6時以降に1回の上映が可能[19]。
  - 8月29日 - 映画入場料金値上げ許可、封切館（一番館）20円、二番館以下15円[19]。12月9日、東京の興行場の入場料値上が実施[19]。
- 9月
  - フランス映画輸出組合日本事務所設立[31]。
  - 9月16日 - 東横映画第1作『こころ月の如く』（稲垣浩監督）[32]、大映に委託配給で封切[33]。
- 10月
  - 映画界より31名が公職追放となる[24]。
  - エノケン（榎本健一）とロッパ（古川緑波）が初めて共演した『新馬鹿時代』前編・後編が公開[1]。
  - 太泉スタジオ創設[24]。
- 11月
  - 日ソ映画社設立[34]。11月4日、ソ連のカラー劇映画第1作『石の花』公開[35][24]。
  - 11月25日 - 公正取引委員会、劇映画三社〔松竹・東宝・大映〕の映画館に対する「映画二本立禁止協定」を独禁法違反として摘発[31]。
- 12月
  - GHQ、米映画以外の輸入を許可[36]。
  - 12月1日 - 入場税、1円以上は税率150パーセントに増税される[36][26][20][34]。この増税に対し、片山内閣への非難の声が上がる[20]。世界の大部分の国で税率は10から30パーセント[25]。
  - 12月2日 - 戦後初のイギリス映画『第七のヴェール』公開[37][24]。
  - 12月26日 - 渡辺銕蔵が社長に就任し[24][20][34]、東宝は反共的経営陣となった[20]。

## 日本の映画興行
- 入場料金（大人） 
  - 10円 → 20円（東京の邦画封切館）[38][注 7]
  - 映画館・映画別
    - 25円（丸の内スバル座）[21] - 非常に高い入場料金が話題となった[25]。
    - 5円（松竹、正月映画『満月城の歌合戦』（マキノ雅弘監督）の最高額）[40]。
    - 10円（松竹、3月）[40]。
    - 20円（松竹、9月公開『安城家の舞踏会』（吉村公三郎監督））[40]。
    - 70円（浅草国際劇場、11月公開『それでも私は行く』[41]と実演（長谷川一夫・花柳小菊）と松竹歌劇団の3本立）[40]。
- 入場者数 7億5608万人（1年間に1人平均9.7回鑑賞）[42]

| 映画製作会社 | 公開本数 |
| ------------ | -------- |
| 松竹         | 33       |
| 東宝         | 14       |
| 大映         | 33       |
| 新東宝       | 12       |
| 東横映画     | 3        |
| その他       | 2        |
| 合計         | 97       |

出典：『映画統計資料 : 昭和21年1月-30年12月(10年間)』日本映画連合会、1956年、1頁。NDLJP:1694281。

## 受賞
- 第20回アカデミー賞
  - 作品賞 - 『紳士協定』 - 20世紀フォックス
  - 監督賞 - エリア・カザン - 『紳士協定』
  - 主演男優賞 - ロナルド・コールマン - 『二重生活』
  - 主演女優賞 - ロレッタ・ヤング - 『ミネソタの娘』
  - 助演男優賞 - エドマンド・グウェン - 『三十四丁目の奇蹟』
  - 助演女優賞 - セレステ・ホルム - 『紳士協定』

- 第5回ゴールデングローブ賞
  - 作品賞 (ドラマ部門) - 『紳士協定』
  - 監督賞 - エリア・カザン - 『紳士協定』
  - 主演男優賞 - ロナルド・コールマン - 『二重生活』
  - 主演女優賞 - ロザリンド・ラッセル - Mourning Becomes Electra

- 第8回ヴェネツィア国際映画祭
  - 最高賞 - 『Siréna』 - カレル・シュテクリー監督、 チェコスロバキア

- 第21回キネマ旬報ベスト・テン
  - 外国映画第1位 - 『断崖』
  - 日本映画第1位 - 『安城家の舞踏会』

- 第2回毎日映画コンクール
  - 日本映画大賞 - 『今ひとたびの』

- 都民映画コンクール賞
  - 『結婚』・『安城家の舞踏会』・『今ひとたびの』・『女優』・『花咲く家族』（順不同）[43][注 8]

## 生誕
- 1月9日 - 岸部一徳、 日本、男優
- 1月18日 - ビートたけし（北野武）、 日本、映画監督・コメディアン・男優
- 2月2日 - ファラ・フォーセット、 アメリカ合衆国、女優
- 2月5日 - 西郷輝彦、 日本、男優・歌手
- 2月24日 - エドワード・ジェームズ・オルモス、 アメリカ合衆国、男優
- 2月28日 - ステファニー・ビーチャム、 イギリス、女優
- 3月6日 - ロブ・ライナー、 アメリカ合衆国、男優・コメディアン・プロデューサー・映画監督
- 3月11日 - ブリジット・フォッセー、 フランス、女優
- 3月19日 - グレン・クローズ、 アメリカ合衆国、男優
- 3月24日 - 梶芽衣子、 日本、女優
- 4月9日 - 杉山佳寿子、 日本、声優
- 4月15日 - ロイス・チャイルズ、 アメリカ合衆国、女優
- 4月18日 - ジェームズ・ウッズ、 アメリカ合衆国、男優
- 4月23日 - ブレア・ブラウン、 アメリカ合衆国、女優
- 4月27日 - 柴俊夫、 日本、男優
- 5月4日 - リチャード・ジェンキンス、 アメリカ合衆国、男優
- 5月18日 - 寺尾聰、 日本、男優・歌手
- 6月1日 - ジョナサン・プライス、 イギリス、男優
- 6月6日 - ロバート・イングランド、 アメリカ合衆国、男優
- 6月20日 - キャンディ・クラーク、 アメリカ合衆国、女優
- 7月19日 - 安岡力也、 日本、男優
- 7月22日 - アルバート・ブルックス、 アメリカ合衆国、男優
- 7月30日 - ウィリアム・アザートン、 アメリカ合衆国、男優
- 7月30日 - アーノルド・シュワルツェネッガー、 オーストリア、男優・ボディビルダー・第38代カリフォルニア州知事
- 7月31日 - リチャード・グリフィス、 イギリス、男優
- 8月27日 - バーバラ・バック、 アメリカ合衆国、女優
- 9月11日 - 泉ピン子、 日本、女優
- 9月14日 - サム・ニール、 ニュージーランド、男優
- 9月21日 - スティーヴン・キング、 アメリカ合衆国、ホラー作家
- 10月1日 - スティーヴン・コリンズ、 アメリカ合衆国、男優
- 10月17日 - マイケル・マッキーン、 アメリカ合衆国、男優
- 10月24日 - ケヴィン・クライン、 アメリカ合衆国、男優
- 10月25日 - 大和田伸也、 日本、男優
- 10月29日 - リチャード・ドレイファス、 アメリカ合衆国、男優
- 11月4日 - 西田敏行、 日本、男優
- 11月28日 - 渡辺篤史、 日本、男優
- 11月30日 - スチュアート・ベアード、 イギリス、編集技師・映画監督・プロデューサー
- 12月1日 - 根津甚八、 日本、男優
- 12月11日 - テリー・ガー、 アメリカ合衆国、女優
- 12月16日 - ベン・クロス、 イギリス、男優
- 12月31日 - ティム・マシスン、 アメリカ合衆国、男優・映画監督・プロデューサー

## 死去
| 日付 | 日付 | 名前                         | 出身国         | 年齢 | 職業       |
| 1月  | 26日 | グレース・ムーア             | アメリカ合衆国 | 48   | 歌手・女優 |
| 3月  | 8日  | ヴィクター・ポテル           | アメリカ合衆国 | 57   | 男優       |
| 5月  | 31日 | アドリエンヌ・エイムズ       | アメリカ合衆国 | 39   | 女優       |
| 6月  | 1日  | Anna Hoffman-Uddgren         | スウェーデン   | 79   | 女優       |
| 6月  | 5日  | ニルス・オラフ・クリサンダー | スウェーデン   | 63   | 男優       |
| 9月  | 21日 | ハリー・ケリー               | アメリカ合衆国 | 69   | 男優       |
| 11月 | 19日 | 高勢実乗                     | 日本           | 49   | 男優       |